# Alfred Harvey
Alfred Harvey, nascido Alfred Harvey Wiernikoff (Brooklyn, 6 de outubro de 1913 - New Rochelle, 4 de julho de 1994), foi o fundador da banda desenhada do editor Harvey Comics e criador dos personagens de quadrinhos pequeno ponto, Richie ricos, e Adam Prémios . Ele nasceu de imigrantes judeus russos.
A empresa de Alfred Harvey, Harvey World Famous Comics, produziu histórias em quadrinhos e desenhos animados com Wendy, a Boa Bruxinha, Spooky, o Tuff Little Ghost, Casper, o Fantasminha Camarada, Baby Huey, Little Audrey e Little Dot. Ele também publicou "Sad Sack", história em quadrinhos militar. Antes de fundar a Harvey Comics, Harvey trabalhou para a Fox Publications com Joe Simon e Jack Kirby.
Alfred Harvey se aposentou em 1982 e sua empresa foi vendida para a HMH Communications em 1989 e foi  renomeada para Harvey Comics Entertainment. Ele morreu aos 80 anos em julho de 1994 em um hospital de New Rochelle e está enterrado no cemitério Mount Hope, em Hastings-on-Hudson, Nova York.